# Beaulieu-sur-Dordogne
Beaulieu-sur-Dordogne là một xã trong vùng Nouvelle-Aquitaine, thuộc tỉnh Corrèze, quận Brive-la-Gaillarde, tổng Beaulieu-sur-Dordogne. Tọa độ địa lý của xã là 44° 58' vĩ độ bắc, 01° 50' kinh độ đông. Beaulieu-sur-Dordogne nằm trên độ cao trung bình là 147 mét trên mực nước biển, có điểm thấp nhất là 125 mét và điểm cao nhất là 387 mét. Xã có diện tích 8,65 km², dân số vào thời điểm 1999 là 1286 người; mật độ dân số là 148 người/km².

## Thông tin nhân khẩu
| 1962  | 1968  | 1975  | 1982  | 1990  | 1999  |
| ----- | ----- | ----- | ----- | ----- | ----- |
| 1.511 | 1.592 | 1.560 | 1.508 | 1.265 | 1.286 |

## Các thành phố kết nghĩa
- Scheinfeld, Đức

## Địa điểm tham quan
- Nhà thờ St. Pierre xây khoảng năm 1100
- Chapelle des Pénitents (Nhà thờ rửa tội)